# Skala frygijska
Skala frygijska grecka – jedna z trzech skal muzycznych używanych w starożytnej Grecji. Jest skalą siedmiostopniową. Charakterystyczną jej cechą jest opadający kierunek dźwięków. Dzieli się na 2 tetrachordy. Tetrachord diatoniczny frygijski zbudowany jest kolejno z: sekundy wielkiej, sekundy małej, sekundy wielkiej.
Skala frygijska ma dwie skale poboczne: hypofrygijską i hyperfrygijską.
Jej nazwa pochodzi od plemienia Frygijczyków.

Rys. Grecka skala frygijska.

Posłuchaj:Skala frygijskaⓘ
W średniowieczu skalą frygijską nazywano skalę zaczynającą się od dźwięku e.